# 小行星4082
小行星4082（英語：4082 Swann）是一颗围绕太阳公转的小行星。1984年9月27日，卡羅琳·舒梅克在帕洛马山发现了此天体。
这颗小行星的绝对星等为100.20603等。